# Peluda del Pacífic occidental
La peluda del Pacífic occidental (Arnoglossus scapha) és un peix teleosti de la família dels bòtids i de l'ordre dels pleuronectiformes.
Pot arribar als 28,1 cm de llargària total.
Es troba a les costes de la Xina i Nova Zelanda.